# Антоніо Еґаш Моніш
Антоніо Каетану ді Абреу Фрейре Егаш Моніш (порт. António Caetano de Abreu Freire Egas Moniz, Егаш Муніш вимовляється ['ɛgɐʃ mu'niʃ]; 29 листопада 1874, Аванка — 13 грудня 1955, Лісабон) — португальський психіатр і нейрохірург, лауреат Нобелівської премії з медицині в 1949 році «за відкриття терапевтичного впливу лоботомії при деяких психічних захворюваннях». Розділив премію з Вальтером Гессом, нагородженим «за відкриття функціональної організації проміжного мозку як координатора активності внутрішніх органів».